# Орбіталь Слейтера
Орбіта́ль Сле́йтера (англ. Slater-type orbital, рос. орбитали Слейтера) — атомна орбіталь, в якій електрон-електронне відштовхування враховується шляхом використанням спеціальної шкали заряду ядра (що умовно виникає внаслідок його екранування) для кожної орбіталі. Це експоненційна функція, частина якої, що описує залежність від радіуса (r) має вигляд N rn–1 exp(–zr), де n — головне квантове число, z — стала екранування. Кутова залежність функції описується сферичними гармоніками.
Широко використовується в розрахунках ab initio. Позначається STO. Так, наприклад, STO-3G є мінімальним базисним набором, де кожна атомна орбіталь представлена сумою трьох гаусівських функцій, взятих так, щоб вони найкраще збігалися з відповідною слейтерівсьою функцією.
Орбіталі Слейтера запропоновані американським фізиком Д. К. Слейтером у 1930 р.